# The Daily News (London)

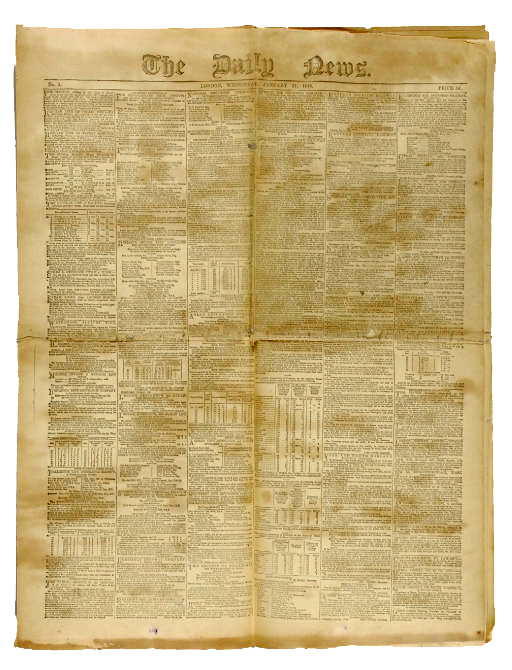
Titelseite der Daily News von Oktober 1858

The Daily News (dt.: „Die Täglichen Nachrichten“) war eine britische überregionale Tageszeitung, die von 1846 bis 1930 in London erschien. Sie hatte eine liberale Ausrichtung und stand politisch dem britischen Politiker William Ewart Gladstone (1809–1898) nahe. Ihre Herausgeber wollten ein publizistisches Gegengewicht zu den konservativen Tageszeitungen schaffen, die den britischen Zeitungsmarkt dominierten. Der Leitartikel der Eröffnungsausgabe der Daily News nahm für diese Tageszeitung in Anspruch, die „Grundsätze des Fortschritts und der Verbesserung, der Bildung, der bürgerlichen und religiösen Freiheit und der Gleichberechtigung in der Gesetzgebung“ zu fördern.

## Geschichte der Zeitung
Erster Herausgeber der Londoner Daily News war der Schriftsteller Charles Dickens (1812–1870). Dickens hatte diese Stellung zwar nur für 20 Tage inne, schrieb aber auch später noch mehrfach für die Daily News. Dickens übergab die Redaktion nach 17 Ausgaben an seinen Freund, den Schriftsteller John Forster (1812–1876), der mehr Erfahrung im Journalismus hatte.
In den ersten Jahren ihres Bestehens lief die Daily News kommerziell sehr schlecht und stand mehrfach kurz vor dem Bankrott. Ein Versuch, den ursprünglichen Verkaufspreis von 5 auf 2,5 Penny zu halbieren, schlug fehl. Ab 1849 stieg jedoch die Verkaufsauflage allmählich, und dank der schrittweisen Abschaffung der Zeitungssteuer in Großbritannien konnte der Preis im Jahr 1868 auf einen Penny gesenkt werden. Die Daily News wurden allmählich eine der beliebtesten Tageszeitungen. Das Format und der redaktionelle Stil der Zeitung blieben ungewöhnlich konstant, lediglich ihr Umfang stieg im Jahr 1896 von zuvor acht auf dann zwölf Seiten. Im Jahr 1890 erreichte die Daily News eine Auflage von 93.000 Exemplaren; um 1906 herum hatte diese Tageszeitung eine Auflage von 130.000 Exemplaren.
Der englische Botaniker, Autor, Architekt und Politiker Joseph Paxton (1803–1865) beteiligte sich finanziell an der Daily News.
Die Daily News bot ungewöhnlich viele Auslandsnachrichten. Diese Berichte erhielt die Londoner Zentrale von einem ausgedehnten Korrespondentennetz. Viele dieser Korrespondenten waren aus Literatur und Politik bekannte Persönlichkeiten, darunter die Schriftstellerin Harriet Martineau (1802–1876), der Dramatiker und Erzähler Douglas William Jerrold (1803–1857) und der Schriftsteller Sir Edward Strachey, 3rd Baronet (1812–1901). Der britische Literaturkritiker Charles Wentworth Dilke (1789–1864) war von 1846 bis 1848 Mitarbeiter der Daily News. Der britische Politiker Henry du Pré Labouchère (1831–1912) veröffentlichte in der Daily News sein Tagebuch eines Belagerten in Paris über die deutsche Belagerung von Paris (1870–1871) im Deutsch-Französischen Krieg. Der deutsche Journalist Julius Faucher (1820–1878) berichtete für die Daily News aus dem Deutsch-Französischen Krieg von 1870/71. Aus dem Türkisch-Griechischen Krieg (3. Februar bis 4. Dezember 1897) berichtete der US-amerikanische Kriegsreporter John Foster Bass (1866–1931) für die London Daily News.
Die Daily News war wohl die erste britische Zeitung, die – am 23. Juni 1876 – von osmanischen Gräueltaten an Bulgaren nach dem Bulgarischen Aprilaufstand vom 20. April 1876 berichtete. Der Bulgarien-Korrespondent für die Daily News war zu dieser Zeit der britische Rechtsanwalt, Historiker und Publizist Edwin Pears (1835–1919). Januarius MacGahan (1844–1878) informierte als Kriegskorrespondent der Daily News die europäische Öffentlichkeit über die Gräueltaten des osmanischen Heeres im Massaker von Batak.
Neben den politischen Nachrichten nahmen auch Wirtschaftsnachrichten einen wichtigen Teil der Tageszeitung ein. Dabei verfolgten die Gründer der Daily News das Ziel, Investitionen in Eisenbahngesellschaften zu fördern. Regelmäßige Kolumnen mit Sport-, Literatur- und Wetterberichten gab es ebenfalls, doch der Schwerpunkt der Zeitung lag auf Nachrichten über britische und internationale Angelegenheiten.
Im Jahr 1870 übernahm die Daily News ihre einzige Konkurrentin im Bereich liberaler britischer Tageszeitungen, den Morning Star.
1901 kaufte der Kakao- und Schokoladen-Fabrikant George Cadbury (1873–1948), ein Pazifist und Quäker, die Daily News. Deren Chefredakteur Edward Tyas Cook (1857–1919) verließ die Zeitung daraufhin und wechselte zum Daily Chronicle, wohl nicht zuletzt, weil Cook im südafrikanischen (zweiten) Burenkrieg (1899–1902) weitaus mehr Sympathie mit der imperialistischen britischen Seite als mit den Buren gezeigt hatte; ein Standpunkt, den Cadbury als neuer Eigentümer der Daily News nicht teilte.
1912 schloss die Daily News sich mit der Zeitung Morning Leader zusammen.
Von 1911 bis 1930 – als die Daily News ihr Erscheinen einstellte – war der älteste Sohn von George Cadbury, Edward Cadbury (1873–1948), deren Vorsitzender (chairman).

## Einige der Herausgeber derDaily News
- Charles Dickens (21. Januar bis März 1846)[18]
- John Forster (März bis Oktober 1846)[19]
- Eyre Evans Crowe (1847–1851)[20]
- Frederick Knight Hunt (1851–1854)[21]
- William Weir (1854–1858)[22]
- Thomas Walker (1858–1869)[23]
- Edward James Dicey (drei Monate im Jahr 1870)[24]
- Edward Tyas Cook (1896–1901)[25]

## Andere Zeitungen namens „Daily News“
Auch viele andere Zeitungen hatten oder haben den Namen „Daily News“, darunter:
- Daily News, New York
- Chicago Daily News
- Philadelphia Daily News
- The Daily News (Halifax)
- The Daily News (Perth)